# Ordine Massonico Tradizionale Italiano
L'Ordine Massonico Tradizionale Italiano (abbreviato in OMTI) è, come già evidenziato nel titolo, un ordine iniziatico, che non è sinonimo né si identifica con l'obbedienza, secondo la nota distinzione di Marius Lepage, per il quale "l'ordine massonico conserva e propaga l'essenza iniziatica del movimento"  a fronte delle obbedienze, che sono "istanze quasi contingenti, sottomesse alle mode ed alle vicissitudini del tempo, ma anche alle peculiarità culturali et nazionali". Ne consegue che l’elemento centrale del sodalizio iniziatico è la loggia, luogo di espressione massima dell’esperienza iniziatica, concetto racchiuso nell’espressione di Lepage del "massone libero in una libera loggia", ove viene coltivata innanzitutto la libertà di pensiero. Inoltre, la prassi del termine obbedienza ha mostrato attualmente un’accezione decadente di gerarchia e sottomissione inammissibile in un contesto sociale improntato a valori di democrazia e uguaglianza (pari opportunità).

Su questi presupposti Luigi Pruneti ha potuto elaborare una sua definizione dell'esperienza massonica, intendendola come 

## Storia
L'ordine Massonico Tradizionale Italiano è una comunione che comprende 112 logge distribuite nel territorio nazionale, in maggioranza logge miste di uomini e donne, ma anche logge maschili e logge femminili; con officine all'estero (Berlino, Mosca, San Pietroburgo, Santo Domingo, Varsavia e Toronto) e triangoli massonici in Italia e in altri Paesi (Londra, Atene, Corfinio – Area Peligna, Ancona, Arezzo, Montesilvano, San Giovanni Teatino).
L'Ordine Massonico Tradizionale Italiano fu creato da Fratelli e Sorelle che, insoddisfatti delle loro precedenti esperienze massoniche, si riunirono in tre successive assemblee costituenti, tenute a Viterbo e a Roma nell'inverno-estate 2017. La Comunione nacque ufficialmente a Lecce il 24 giugno 2017, con una solenne tornata fondativa alla quale parteciparono più di 400 Fratelli e Sorelle.
Sotto il profilo amministrativo si costituisce poco prima a Roma, con la forma giuridica di associazione culturale non riconosciuta, a opera di Luigi Pruneti, dopo essersi dimesso nel dicembre 2016 dalla Gran Loggia d'Italia, presso la quale era stato iniziato nel 1974. Lo statuto dell’Associazione, redatto secondo gli obblighi di legge, fu depositato all'Agenzia delle Entrate.
L'avvio delle attività è stato caratterizzato da una reggenza dello stesso Pruneti sino a quando venne completato l’impianto costituzionale e furono indette democratiche elezioni, che lo confermarono nella veste di gran maestro alla guida della comunione per il triennio 2018-2021.
Attualmente, la comunione conta circa 1200 aderenti, ponendosi come la quinta in Italia per numero di iscritti nella vasta pluralità delle comunioni nazionali.
L'Ordine Massonico Tradizionale Italiano pubblica il periodico Iside con cadenza quadrimestrale.

## Principi e metodi
La vita dell'Ordine comprende un’attività interna delle logge di crescita personale dei propri membri sotto il profilo della formazione intellettuale e morale, mirante alla piena realizzazione e difesa dei valori umani di libertà, uguaglianza, fratellanza, tolleranza, rispetto dell’altro, solidarietà con il rifiuto di ogni discriminazione;  lo studio e la pratica di una metodologia relazionale, secondo l’aforisma del filosofo massone Guido Calogero, con lo sviluppo del dialogo empatico: "Comprendi l'altro come vorresti fosse fatto con te", e con l’applicazione del dubbio metodologico per la ricerca della verità. Per quanto riguarda il percorso iniziatico, ovvero un'esperienza trasformativa col metodo massonico, che comprende lo studio del simbolismo, nella didattica del silenzio e della parola, nel passaggio dall'"io" al "noi", mira alla maturazione di un senso di tolleranza, non più concessiva ma di riconoscimento del valore dell’altro da sé.
L'attività esterna dell'Ordine sostiene e agevola l'impegno sociale delle logge, all'insegna del rigoroso rispetto del principio di legalità, nell'ambito della promozione culturale, con particolare pertinacia alla lotta all'ignoranza ed al pregiudizio; della promozione della solidarietà, nonché della promozione e tutela dei valori della Massoneria.
L'Ordine Massonico Tradizionale Italiano è affiancato da una struttura pubblica, autonoma e indipendente, aperta a tutti, l’Ateneo Tradizionale Mediterraneo, che si configura giuridicamente come un'"associazione di diritto privato dedita allo studio, all'approfondimento e alla diffusione delle discipline umanistiche tradizionali", uno degli strumenti per intervenire culturalmente nella società.
Il riferimento della tradizione filosofica dell'OMTI comprende le Costituzioni di James Anderson del 1723,  gli Statuti Generali della Società dei Liberi Muratori di Napoli del 1820. Il riferimento rituale risiede nei Rituali di RSAA per la massoneria simbolica di Salvatore Farina del 1960. In ossequio al principio dell’autonomia e sovranità della loggia è riconosciuta la libertà di adozione di altro rituale in base al progetto iniziatico prescelto, previo nulla-osta del Gran Consiglio dell’Ordine in conformità ai principi costituzionali dell'OMTI.
Uno dei punti caratterizzanti della Comunione è l’assoluta gratuità di ogni carica sociale, senza nemmeno il rimborso delle spese, tenendo calmierati i costi di adesione con rigorose economie, per consentire così maggiore accessibilità ad ogni fascia sociale.

## Struttura
Il principio alla base dell'impianto strutturale dell'OMTI è quello democratico, di conseguenza tutte le cariche sociali sono elettive e temporanee. Gli organi sociali, in base alla tripartizione dei poteri, sono costituiti dalla Grande Assemblea dei Maestri Venerabili per la competenza legislativa, dal Gran Consiglio dell’Ordine per la competenza esecutiva, dal Collegio Nazionale di Giustizia Massonica per la competenza giudiziaria. L'impianto costituzionale non è appesantito da figure intermedie tra la sede centrale e i territori, oltre alla naturale espressione dei Gran Consiglieri.
L'OMTI prevede un percorso iniziatico di tre gradi: Apprendista, Compagno e Maestro, di conseguenza, ritenendo completa la formazione massonica col raggiungimento del grado di Maestro, non riconosce ulteriori gradi superiori al terzo. Tuttavia, constatata la validità di percorsi di approfondimento e perfezionamento del terzo grado, definiti Riti, ammette una pluralità di corpi rituali, di cui i Capi formano il Gran Consiglio del Rito, che rilascia parere facoltativo alle deliberazioni della Grande Assemblea. Attualmente sono stati riconosciuti con protocollo d’intesa il Rito Scozzese Antico e Accettato, abbreviato in RSAA, ed il Rito Egizio di Misraïm.
Il Gran Maestro e i Gran Consiglieri, membri dell’Ufficio di Presidenza, non godono di alcuna immunità giurisdizionale per fatti e comportamenti estranei al loro ufficio, in ossequio al principio di uguaglianza.
La giurisdizione interna è esercitata dal Collegio Nazionale di Giustizia Massonica, secondo le regole dell’arbitrato, articolato in sezioni periferiche e una centrale, prestando ogni garanzia di difesa, imparzialità e celerità.

## Relazioni
L'Ordine Massonico Tradizionale Italiano si colloca nell'area delle massonerie liberali o adogmatiche, all'insegna del principio dell'universalità, che non esclude dalle relazioni qualsiasi massone che abbia sia stato iniziato o ricevuto in una loggia di una comunione legittima. Di conseguenza, la sua attività relazionale si è indirizzata in quella direzione, intessendo rapporti di amicizia e riconoscimento con 75 obbedienze, ordini e riti massonici sia nazionali che esteri. In particolare, l'Ordine è attualmente affiliato ad organizzazioni massoniche internazionali quali la Confederazione Interamericana della Massoneria Simbolica-CIMAS, l'Unione Massonica Internazionale CATENA, e il Centro di collegamento e di informazione  delle potenze massoniche firmatarie dell'appello di Strasburgo - CLIPSAS.